# Пицуркэ, Виктор
Виктор Пицуркэ (рум. Victor Piţurcă; род. 8 мая 1956, Ородел, Долж) — румынский футболист и футбольный тренер. Выступал на позиции нападающего.

## Карьера игрока

### Клубная
В 14-летнем возрасте Пицуркэ начал заниматься в системе «Университати» из Крайовы. В 1974 году он был отдан в клуб второй по значимости лиги Румынии «Динамо» из Слатины и по прошествии сезона вернулся в «Университатю». Проведя в своём родном клубе ещё несколько лет, Пицуркэ так и не начал получать достаточное количество игровой практики, после чего принял решение сменить команду.
Вначале Виктор несколько сезонов играл за довольно скромные «Пандурий» и «Дробету», после чего был замечен скаутами «Олт Скорничешти», клуба из высшего румынского дивизиона. В этой команде Пицуркэ провёл 4 сезона, сыграл 98 матчей и забил 28 мячей.
В 1983 году права на Виктора приобрёл гранд румынского футбола, бухарестский клуб «Стяуа». Именно здесь нападающий показал свой самый яркий футбол. В составе этого клуба Пицуркэ 5 раз становился чемпионом Румынии, 4 раза выигрывал кубок, а пиком карьеры стал выигрыш румынами Кубка европейских чемпионов в 1986 году. В этом розыгрыше Виктор 9 раз выходил на поле и забил 5 мячей. Всего же за 6 сезонов в «Стяуа» Пицуркэ сыграл 174 матча и забил 137 мячей, что делает его одним из трёх лучших бомбардиров в истории клуба, причём занимающие первые два места Ангел Йордэнеску и Георге Константин провели значительно больше матчей.
На закате карьеры, в 33-летнем возрасте, Пицуркэ решил попробовать свои силы в иностранном чемпионате и перешёл в французский «Ланс». Прежней результативности Виктор не показал, забив лишь 4 мяча в 28-и матчах. В 1990 году Пицуркэ завершил карьеру.

### Международная
Как игрок особых достижений в национальной сборной Пицуркэ не имеет. Виктор играл за команду Румынии с 1985 по 1987 год, за это время проведя 13 матчей и забив 6 мячей.

## Карьера тренера
Начинал тренерскую карьеру в «Стяуа», после чего работал в «Университате» и молодёжной сборной Румынии. В 1998 году впервые возглавил основную сборную, с которой пробился на Евро-2000, но перед началом первенства был уволен из-за конфликта с ветеранами команды Георге Хаджи и Георге Попеску.
После этого Пицуркэ вернулся в «Стяуа», которую тренировал вплоть до 2004 года, когда вновь занял пост тренера национальной команды, освободившийся после увольнения Ангела Йордэнеску, не сумевшего вывести сборную на Евро-2004. При Пицуркэ румыны уверенно пробились на следующий чемпионат Европы, но на нём выступили неудачно. Виктор, однако, остался на своём посту и ещё некоторое время руководил сборной. В 2009 году он был уволен со своего поста за неудовлетворительные результаты в отборочном турнире к чемпионату мира 2010.
После некоторого перерыва в тренерской деятельности в 2010 году Пицуркэ в очередной раз возглавил «Стяуа», однако через непродолжительное время подал в отставку из-за конфликта с президентом клуба. Очень скоро Пицуркэ вернулся к работе, приняв клуб «Университатя Крайова 1948». 13 января 2011 года Пицуркэ был уволен из клуба и вскоре вернулся в сборную Румынии.

## Достижения
- Чемпион Румынии: 1985, 1986, 1987, 1988, 1989
- Обладатель Кубка Румынии: 1985, 1987, 1988, 1989
- Обладатель Кубка европейских чемпионов: 1986
- Обладатель Суперкубка УЕФА: 1986